# Liste des coureurs du Tour de France 2006
Cette page dresse la liste des coureurs du Tour de France 2006, disputé par 176 coureurs partants, répartis dans 20 équipes représentant 26 pays, et dont 139 ont terminé la course.

## Liste des coureurs
La liste ci-dessous présente les coureurs inscrits par numéro de dossard.
| Légende | Légende                                                                    | Légende | Légende                                                    |
| ------- | -------------------------------------------------------------------------- | ------- | ---------------------------------------------------------- |
| Num     | Dossard de départ porté par le coureur sur ce Tour                         | Pos     | Position à l'arrivée de la course                          |
|         | Indique un maillot de champion national ou mondial, suivi de sa spécialité | NP      | Indique un coureur qui n'a pas pris le départ de la course |
| AB      | Indique un coureur qui n'a pas terminé la course                           | HD      | Indique un coureur qui a terminé la course hors des délais |

| Discovery Channel DSC | Discovery Channel DSC    | Discovery Channel DSC |
| --------------------- | ------------------------ | --------------------- |
| Num                   | Coureur                  | Pos                   |
| 1                     | José Azevedo (POR)       | 19e                   |
| 2                     | Viatcheslav Ekimov (RUS) | 84e                   |
| 3                     | George Hincapie (USA)    | 32e                   |
| 4                     | Egoi Martínez (ESP)      | 42e                   |
| 5                     | Benjamín Noval (ESP)     | AB-12                 |
| 6                     | Pavel Padrnos (CZE)      | 65e                   |
| 7                     | Yaroslav Popovych (UKR)  | 25e                   |
| 8                     | José Luis Rubiera (ESP)  | 92e                   |
| 9                     | Paolo Savoldelli (ITA)   | AB-12                 |

| CSC | CSC                         | CSC   |
| --- | --------------------------- | ----- |
| Num | Coureur                     | Pos   |
| 11  | Bobby Julich (USA)          | AB-7  |
| 12  | Giovanni Lombardi (ITA)     | AB-11 |
| 13  | Stuart O'Grady (AUS)        | 91e   |
| 14  | Carlos Sastre (ESP)         | 4e    |
| 15  | Fränk Schleck (LUX)         | 11e   |
| 16  | Christian Vande Velde (USA) | 24e   |
| 17  | Jens Voigt (GER)            | 53e   |
| 18  | David Zabriskie (USA)       | 74e   |
| -   | Ivan Basso (ITA)            | NP-1  |

| T-Mobile TMO | T-Mobile TMO           | T-Mobile TMO |
| ------------ | ---------------------- | ------------ |
| Num          | Coureur                | Pos          |
| 21           | Andreas Klöden (GER)   | 3e           |
| 22           | Giuseppe Guerini (ITA) | 26e          |
| 23           | Serhiy Honchar (UKR)   | 52e          |
| 24           | Matthias Kessler (GER) | 54e          |
| 25           | Eddy Mazzoleni (ITA)   | 27e          |
| 26           | Michael Rogers (AUS)   | 10e          |
| 27           | Patrik Sinkewitz (GER) | 23e          |
| -            | Jan Ullrich (GER)      | NP-1         |
| -            | Óscar Sevilla (ESP)    | NP-1         |

| AG2R Prévoyance A2R | AG2R Prévoyance A2R     | AG2R Prévoyance A2R |
| ------------------- | ----------------------- | ------------------- |
| Num                 | Coureur                 | Pos                 |
| 31                  | Christophe Moreau (FRA) | 8e                  |
| 32                  | José Luis Arrieta (ESP) | 28e                 |
| 33                  | Mikel Astarloza (ESP)   | 36e                 |
| 34                  | Sylvain Calzati (FRA)   | 34e                 |
| 35                  | Cyril Dessel (FRA)      | 7e                  |
| 36                  | Samuel Dumoulin (FRA)   | 120e                |
| 37                  | Simon Gerrans (AUS)     | 79e                 |
| 38                  | Stéphane Goubert (FRA)  | 37e                 |
| -                   | Francisco Mancebo (ESP) | NP-1                |

| Gerolsteiner GST | Gerolsteiner GST      | Gerolsteiner GST |
| ---------------- | --------------------- | ---------------- |
| Num              | Coureur               | Pos              |
| 41               | Levi Leipheimer (USA) | 13e              |
| 42               | Markus Fothen (GER)   | 15e              |
| 43               | David Kopp (GER)      | AB-16            |
| 44               | Sebastian Lang (GER)  | 66e              |
| 45               | Ronny Scholz (GER)    | 96e              |
| 46               | Georg Totschnig (AUT) | 47e              |
| 47               | Fabian Wegmann (GER)  | 68e              |
| 48               | Peter Wrolich (AUT)   | 135e             |
| 49               | Beat Zberg (SUI)      | AB-15            |

| Rabobank RAB | Rabobank RAB              | Rabobank RAB |
| ------------ | ------------------------- | ------------ |
| Num          | Coureur                   | Pos          |
| 51           | Denis Menchov (RUS)       | 6e           |
| 52           | Michael Boogerd (NED)     | 14e          |
| 53           | Bram de Groot (NED)       | AB-15        |
| 54           | Erik Dekker (NED)         | AB-3         |
| 55           | Juan Antonio Flecha (ESP) | 82e          |
| 56           | Óscar Freire (ESP)        | NP-18        |
| 57           | Joost Posthuma (NED)      | 85e          |
| 58           | Michael Rasmussen (DEN)   | 18e          |
| 59           | Pieter Weening (NED)      | 93e          |

| Davitamon-Lotto DVL | Davitamon-Lotto DVL      | Davitamon-Lotto DVL |
| ------------------- | ------------------------ | ------------------- |
| Num                 | Coureur                  | Pos                 |
| 61                  | Cadel Evans (AUS)        | 5e                  |
| 62                  | Mario Aerts (BEL)        | 106e                |
| 63                  | Christophe Brandt (BEL)  | 40e                 |
| 64                  | Christopher Horner (USA) | 64e                 |
| 65                  | Robbie McEwen (AUS)      | 116e                |
| 66                  | Fred Rodriguez (USA)     | AB-3                |
| 67                  | Gert Steegmans (BEL)     | 137e                |
| 68                  | Wim Vansevenant (BEL)    | 139e                |
| 69                  | Johan Vansummeren (BEL)  | 112e                |

| Phonak Hearing Systems PHO | Phonak Hearing Systems PHO           | Phonak Hearing Systems PHO |
| -------------------------- | ------------------------------------ | -------------------------- |
| Num                        | Coureur                              | Pos                        |
| 71                         | Floyd Landis (USA)                   | 1er                        |
| 72                         | Bert Grabsch (GER)                   | 107e                       |
| 73                         | Robert Hunter (RSA)                  | HD-19                      |
| 74                         | Nicolas Jalabert (FRA)               | 103e                       |
| 75                         | Miguel Ángel Martín Perdiguero (ESP) | AB-17                      |
| 76                         | Axel Merckx (BEL)                    | 31e                        |
| 77                         | Koos Moerenhout (NED)                | 62e                        |
| 78                         | Alexandre Moos (SUI)                 | 97e                        |
| 79                         | Víctor Hugo Peña (COL)               | 122e                       |

| Lampre-Fontidal LAM | Lampre-Fontidal LAM      | Lampre-Fontidal LAM |
| ------------------- | ------------------------ | ------------------- |
| Num                 | Coureur                  | Pos                 |
| 81                  | Damiano Cunego (ITA)     | 12e                 |
| 82                  | Alessandro Ballan (ITA)  | 67e                 |
| 83                  | Daniele Bennati (ITA)    | AB-16               |
| 84                  | Marzio Bruseghin (ITA)   | 20e                 |
| 85                  | Salvatore Commesso (ITA) | 57e                 |
| 86                  | Daniele Righi (ITA)      | 109e                |
| 87                  | Paolo Tiralongo (ITA)    | 70e                 |
| 88                  | Tadej Valjavec (SVN)     | 17e                 |
| 89                  | Patxi Vila (ESP)         | 22e                 |

| Caisse d’Épargne-Illes Balears CEI | Caisse d’Épargne-Illes Balears CEI | Caisse d’Épargne-Illes Balears CEI |
| ---------------------------------- | ---------------------------------- | ---------------------------------- |
| Num                                | Coureur                            | Pos                                |
| 91                                 | Alejandro Valverde (ESP)           | AB-3                               |
| 92                                 | David Arroyo (ESP)                 | 21e                                |
| 93                                 | Florent Brard (FRA)                | NP-20                              |
| 94                                 | Isaac Gálvez (ESP)                 | AB-12                              |
| 95                                 | José Vicente García Acosta (ESP)   | 115e                               |
| 96                                 | Vladimir Karpets (RUS)             | 30e                                |
| 97                                 | Óscar Pereiro (ESP)                | 2e                                 |
| 98                                 | Nicolas Portal (FRA)               | 100e                               |
| 99                                 | Xabier Zandio (ESP)                | 33e                                |

| Quick Step-Innergetic QSI | Quick Step-Innergetic QSI | Quick Step-Innergetic QSI |
| ------------------------- | ------------------------- | ------------------------- |
| Num                       | Coureur                   | Pos                       |
| 101                       | Tom Boonen (BEL)          | AB-15                     |
| 102                       | Wilfried Cretskens (BEL)  | AB-11                     |
| 103                       | Steven de Jongh (NED)     | AB-16                     |
| 104                       | Juan Manuel Gárate (ESP)  | 72e                       |
| 105                       | Filippo Pozzato (ITA)     | 133e                      |
| 106                       | José Rujano (VEN)         | NP-17                     |
| 107                       | Bram Tankink (NED)        | 94e                       |
| 108                       | Matteo Tosatto (ITA)      | 125e                      |
| 109                       | Cédric Vasseur (FRA)      | 95e                       |

| Crédit Agricole C.A | Crédit Agricole C.A       | Crédit Agricole C.A |
| ------------------- | ------------------------- | ------------------- |
| Num                 | Coureur                   | Pos                 |
| 111                 | Pietro Caucchioli (ITA)   | 16e                 |
| 112                 | Alexandre Botcharov (RUS) | 49e                 |
| 113                 | Anthony Charteau (FRA)    | 114e                |
| 114                 | Julian Dean (NZL)         | e                   |
| 115                 | Jimmy Engoulvent (FRA)    | AB-10               |
| 116                 | Patrice Halgand (FRA)     | 128e                |
| 117                 | Sébastien Hinault (FRA)   | 48e                 |
| 118                 | Thor Hushovd (NOR)        | 121e                |
| 119                 | Christophe Le Mével (FRA) | 76e                 |

| Euskaltel-Euskadi EUS | Euskaltel-Euskadi EUS    | Euskaltel-Euskadi EUS |
| --------------------- | ------------------------ | --------------------- |
| Num                   | Coureur                  | Pos                   |
| 121                   | Iban Mayo (ESP)          | AB-11                 |
| 122                   | Iker Camaño (ESP)        | 35e                   |
| 123                   | Unai Etxebarria (VEN)    | 127e                  |
| 124                   | Aitor Hernandez (ESP)    | 136e                  |
| 125                   | Iñaki Isasi (ESP)        | 71e                   |
| 126                   | Íñigo Landaluze (ESP)    | 50e                   |
| 127                   | David López García (ESP) | AB-18                 |
| 128                   | Gorka Verdugo (ESP)      | 75e                   |
| 129                   | Haimar Zubeldia (ESP)    | 9e                    |

| Cofidis COF | Cofidis COF            | Cofidis COF |
| ----------- | ---------------------- | ----------- |
| Num         | Coureur                | Pos         |
| 131         | David Moncoutié (FRA)  | 58e         |
| 132         | Stéphane Augé (FRA)    | 123e        |
| 133         | Jimmy Casper (FRA)     | 138e        |
| 134         | Sylvain Chavanel (FRA) | 45e         |
| 135         | Arnaud Coyot (FRA)     | 130e        |
| 136         | Cristian Moreni (ITA)  | 44e         |
| 137         | Iván Parra (COL)       | 43e         |
| 138         | Rik Verbrugghe (BEL)   | AB-14       |
| 139         | Bradley Wiggins (GBR)  | 124e        |

| Saunier Duval-Prodir SDV | Saunier Duval-Prodir SDV         | Saunier Duval-Prodir SDV |
| ------------------------ | -------------------------------- | ------------------------ |
| Num                      | Coureur                          | Pos                      |
| 141                      | Gilberto Simoni (ITA)            | 60e                      |
| 142                      | David Cañada (ESP)               | AB-14                    |
| 143                      | David de la Fuente (ESP)         | 56e                      |
| 144                      | José Ángel Gómez Marchante (ESP) | AB-17                    |
| 145                      | Rubén Lobato (ESP)               | 46e                      |
| 146                      | David Millar (GBR)               | 59e                      |
| 147                      | Riccardo Riccò (ITA)             | 98e                      |
| 148                      | Christophe Rinero (FRA)          | 41e                      |
| 149                      | Francisco Ventoso (ESP)          | 78e                      |

| La Française des Jeux FDJ | La Française des Jeux FDJ | La Française des Jeux FDJ |
| ------------------------- | ------------------------- | ------------------------- |
| Num                       | Coureur                   | Pos                       |
| 151                       | Sandy Casar (FRA)         | 69e                       |
| 152                       | Carlos Da Cruz (FRA)      | 77e                       |
| 153                       | Bernhard Eisel (AUT)      | 108e                      |
| 154                       | Philippe Gilbert (BEL)    | 110e                      |
| 155                       | Sébastien Joly (FRA)      | AB-16                     |
| 156                       | Gustav Larsson (SWE)      | 105e                      |
| 157                       | Thomas Lövkvist (SWE)     | 63e                       |
| 158                       | Christophe Mengin (FRA)   | 131e                      |
| 159                       | Benoît Vaugrenard (FRA)   | 87e                       |

| Liquigas-Bianchi LIQ | Liquigas-Bianchi LIQ   | Liquigas-Bianchi LIQ |
| -------------------- | ---------------------- | -------------------- |
| Num                  | Coureur                | Pos                  |
| 161                  | Danilo Di Luca (ITA)   | NP-2                 |
| 162                  | Michael Albasini (SUI) | 118e                 |
| 163                  | Magnus Bäckstedt (SWE) | AB-14                |
| 164                  | Patrick Calcagni (SUI) | 129e                 |
| 165                  | Kjell Carlström (FIN)  | 132e                 |
| 166                  | Stefano Garzelli (ITA) | 55e                  |
| 167                  | Matej Mugerli (SVN)    | 119e                 |
| 168                  | Luca Paolini (ITA)     | 101e                 |
| 169                  | Manuel Quinziato (ITA) | 80e                  |

| Bouygues Telecom BTL | Bouygues Telecom BTL   | Bouygues Telecom BTL |
| -------------------- | ---------------------- | -------------------- |
| Num                  | Coureur                | Pos                  |
| 171                  | Thomas Voeckler (FRA)  | 89e                  |
| 172                  | Walter Bénéteau (FRA)  | 111e                 |
| 173                  | Laurent Brochard (FRA) | NP-10                |
| 174                  | Pierrick Fédrigo (FRA) | 29e                  |
| 175                  | Anthony Geslin (FRA)   | 88e                  |
| 176                  | Laurent Lefèvre (FRA)  | 38e                  |
| 177                  | Jérôme Pineau (FRA)    | 83e                  |
| 178                  | Didier Rous (FRA)      | 73e                  |
| 179                  | Matthieu Sprick (FRA)  | 51e                  |

| Milram MRM | Milram MRM            | Milram MRM |
| ---------- | --------------------- | ---------- |
| Num        | Coureur               | Pos        |
| 181        | Erik Zabel (GER)      | 86e        |
| 182        | Mirko Celestino (ITA) | AB-14      |
| 183        | Ralf Grabsch (GER)    | 102e       |
| 184        | Andriy Grivko (UKR)   | AB-15      |
| 185        | Maxim Iglinskiy (KAZ) | AB-16      |
| 186        | Christian Knees (GER) | 104e       |
| 187        | Fabio Sacchi (ITA)    | NP-6       |
| 188        | Björn Schröder (GER)  | 81e        |
| 189        | Marco Velo (ITA)      | 99e        |

| Agritubel AGR | Agritubel AGR               | Agritubel AGR |
| ------------- | --------------------------- | ------------- |
| Num           | Coureur                     | Pos           |
| 191           | Juan Miguel Mercado (ESP)   | AB-17         |
| 192           | Manuel Calvente (ESP)       | 90e           |
| 193           | Cédric Coutouly (FRA)       | 134e          |
| 194           | Moisés Dueñas (ESP)         | 61e           |
| 195           | Eduardo Gonzalo (ESP)       | 117e          |
| 196           | Christophe Laurent (FRA)    | 126e          |
| 197           | José Alberto Martínez (ESP) | AB-12         |
| 198           | Samuel Plouhinec (FRA)      | AB-12         |
| 199           | Benoît Salmon (FRA)         | 39e           |